# Abrasha Rotenberg
Abrasha Rotenberg (Teofípol, óblast de Jmelnitski, Ucrania, 4 de mayo de 1926), conocido también como Jorge Rotenberg, es un contador público, empresario, escritor y periodista que desarrolló su actividad mayormente en Argentina, donde fue cofundador de la revista Primera Plana y de los periódicos Nueva Sion y La Opinión. Se casó con la cantante Dina Rot y es padre de la actriz Cecilia Roth y del cantante Ariel Rot.

## Biografía
Llegó a Buenos Aires, Argentina, a la edad de ocho años, junto a su madre, migrantes judíos provenientes de la Unión Soviética. Cursó sus estudios en establecimientos educativos laicos en tanto simultáneamente estudiaba hebreo y yidis en el Seminario de Maestros Hebreos. Se recibió de contador público nacional en la Facultad de Ciencias Económicas de la Universidad de Buenos Aires y en 1950 y parte de 1951 cursó economía y sociología en la Universidad Hebrea de Jerusalén. Durante su estada en Israel colaboró en publicaciones periodísticas y en la radio Kol Yisrael -La Voz de Israel- en la que fundó el departamento en idioma castellano que emite programas para Latinoamérica y España. Al retornar a Buenos Aires, se dedicó a ejercer como contador y en 1955 se casó con la cantante y pianista Dina Rot, con la que tuvo dos hijos, Cecilia Roth y Ariel Rot.
Militó en Argentina en el movimiento Hashomer Hatzair, que fue fundado en 1913 en Galizia, Polonia, con el objetivo de integrar y educar a los jóvenes judíos hacia un profundo sentimiento de identidad con su pueblo sin perder el sentido típico de un movimiento scout, y llegó a integrar su comité directivo.
Lector y crítico apasionado de las corrientes políticas e intelectuales de la época es que lo llevan a participar en proyectos editoriales de gran relevancia para la vida social y política de Argentina. A partir de entonces comienza su extensa relación con el ámbito periodístico y cultural argentino.
En 1976, se establece con su familia en España huyendo de la dictadura militar argentina. Tras residir 37 años en Madrid vive actualmente en Buenos Aires. Gran lector y escritor. Con 96 años está bosquejando un nuevo libro.
Es Licenciado en Economía por la Universidad Complutense de Madrid. Estuvo vinculado profesionalmente a algunos emprendimientos periodísticos de Jacobo Timerman: revista Primera Plana, periódico La Opinión.

## Libros publicados
- Ultima carta de Moscú (prefacio de Juan Gelman), ediciones del Taller de Mario Muchnik
- La Opinión amordazada, ediciones del Taller de Mario Muchnik
- Raíces y Recuerdos, Ediciones Lilmod
- Chistes judíos que me contó mi padre, libros del Zorzal
- La amenaza, Pampia Grupo Editor